# Festival international du film de Moscou 2017
Le Festival international du film de Moscou 2017, 39e édition du festival, s'est déroulé du 22 au 29 juin 2017.

## Déroulement et faits marquants
Le 29 juin 2017, le palmarès est dévoilé. Le film Yuan shang (ru) (塬上) de Liang Qiao (ru) remporte le Grand Prix. Le Prix du meilleur réalisateur est remis à Fikret Reyhan pour Sarı Sıcak (tr). Verena Altenberger remporte le prix d'interprétation féminine pour La Meilleure du monde (de) (Die beste aller Welten) et le prix d'interprétation masculine est remporté par Son Hyun-joo pour Botongsaram (ko) (보통사람).

## Jury
- Reza Mirkarimi, réalisateur iranien
- Ornella Muti, actrice italienne
- Jörn Donner, réalisateur, producteur et scénariste finlandais
- Albert Serra, réalisateur et producteur espagnol
- Alexandre Adabachyan, acteur et scénariste russe
- Brigitta Manthey, productrice allemande

## Sélection

### En compétition internationale
- Achète-moi (ru) (Купи меня) de Vadim Perelman  Russie
- Yuan shang (ru) (塬上) de Liang Qiao (ru)  Chine
- Darkland (Underverden) de Fenar Ahmad (da)  Danemark
- Doob (bn) (ডুব) de Mostofa Sarwar Farooki  Bangladesh  Inde
- Botongsaram (ko) (보통사람) de Kim Bong-han  Corée du Sud
- Selfie de Víctor García León  Espagne
- Kaiken se kestää (fi) de Visa Koiso-Kanttila (fi)  Finlande
- Shigatsu no nagai yume (ja) (四月の永い夢) de Ryutaro Nakagawa (ja)  Japon
- Sinfonía para Ana (es) de Ernesto Ardito (es) et Virna Molina (es)  Argentine
- La Carpe décongelée (ru) (Карп отмороженный) de Vladimir Kott (ru)  Russie
- La Meilleure du monde (de) (Die beste aller Welten) d'Adrian Goiginger  Autriche  Allemagne
- Le Sac sans fond (ru) (Мешок без дна) de Roustam Khamdamov  Russie
- Sarı Sıcak (tr) de Fikret Reyhan  Turquie

## Palmarès
- Grand Prix : Yuan shang (ru) de Liang Qiao (ru).
- Prix du meilleur réalisateur : Fikret Reyhan pour Sarı Sıcak (tr).
- Prix de la meilleure actrice : Verena Altenberger dans La Meilleure du monde (de) (Die beste aller Welten)
- Prix du meilleur acteur : Son Hyun-joo dans Botongsaram (ko) (보통사람).
- Prix spécial du jury : Le Sac sans fond (ru) de Roustam Khamdamov.